# Sharon Donnelly
Sharon Lynn Donnelly (Toronto, 24 augustus 1966) is een Canadees professioneel triatlete uit Kingston. Sinds 1996 is ze professioneel triatleet. Ze is drievoudig Canadees kampioene.

## Biografie
In 1982 werd Donnelly Canadees kampioene vlinderslag en in 1984 wist ze zich op een haar na niet te kwalificeren voor het Canadese Olympische zwemteam.
Donnelly deed in 2000 mee aan de eerste triatlon op de Olympische Zomerspelen van Sydney. Ze behaalde een 38e plaats in een tijd van 2:14.35,59.
Ze studeerde logistiek aan de militaire academie. Naast triatleet is ze kapitein in het Canadese leger. Ze is getrouwd met een militair, eveneens kapitein in het Canadese leger. In 2005 kreeg ze een dochter.

## Titels
- Canadees kampioene vlinderslag: 1982
- Canadees kampioene triatlon: 1997, 1999

## Erelijst

### triatlon
- 1996: 9e WK olympische afstand in Cleveland - 1:54.26
- 1997: 15e WK olympische afstand in Perth - 2:03.27
- 1998: 30e WK olympische afstand in Lausanne - 2:14.58
- 1999: 22e WK olympische afstand in Montreal - 1:58.34
- 1999:  ITU wereldbekerwedstrijd Monte Carlo
- 1999:  Pan-Amerikaanse Spelen in Winnipeg - 1:59.14
- 2000: 21e WK olympische afstand in Perth
- 2000: 38e Olympische Spelen in Sydney
- 2001: 18e WK olympische afstand in Edmonton
- 2002: 8e WK olympische afstand in Cancún
- 2002: 5e Gemenebestspelen in Manchester